# 행군총관
행군총관(行军总管)은 한국과 중국의 과거 관직이다
한국에서는 신라에서 나당연합군으로 고구려와 백제를 공격할 때 군의 총지휘관에게 사용되었다.

## 참고 자료
- 中国历史大辞典·上卷.上海辞书出版社.2000
- 中国古代军事大辞典.国防大学出版社.1991